# Hamlet Lima Quintana

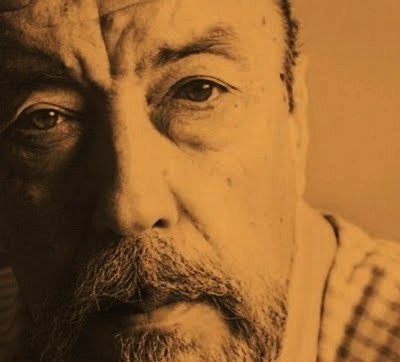
Hamlet Lima Quintana, 1985

Hamlet Lima Quintana (* 15. September 1923 in Morón; † 21. Februar 2002 in Buenos Aires) war ein argentinischer Dichter, Sänger, Komponist und Maler.
Quintana begann seine musikalische Laufbahn in der Compañía de Folklore von Ariel Ramírez, später bildete er mit Mario Arnedo Gallo, Antonio Rodríguez Villar und Chango Farías Gómez das Quartett Los Musiqueros, aus dem ein Trio mit Gallo und Raúl Cerrutti hervorging. Er trat als Solist auf, wurde Mitglied der Los Mandingas mit Eduardo Andrade und Osvaldo Andino Álvarez und nahm eine Solo-LP beim Editorial Discográfica Universidad del Litoral auf.
1954 veröffentlichte Quintana seinen ersten Gedichtband Mundo en el rostro, dem mehr als 25 weitere folgten. Er schrieb weiterhin mehr als vierhundert Lieder, von denen ein großer Teil in seinem von Torres Agüero herausgegebenen Cancionero erschien und die von Komponisten wie Mario Arnedo Gallo, Alfredo Rosales, Norberto Ambrós, Iván Cosentino, Remo Pignoni, Oscar Alem, Horacio Salgán, Carlos Guastavino, Enrique Llopis, Emilio de la Peña, Eladia Blázquez, Eduardo Aragón, Ángel Ritro, Carlos Bergesio, Oscar Cardozo Ocampo, Moncho Miérez, Eduardo Andrade, Chacho Echenique, Tacún Lazarte, Jorge Rojas, César Isella, Julio Lacarra, Juan J. García Caffi und Litto Nebbia vertont wurden.
Berühmt wurde seine Zamba para no Morir, die in Bolivien als Zamba del Che bekannt war. Mit Guastavino verfasste er den Liedzyklus Edad del asombro, der viele Jahre zum Repertoire des Kinderchores des Teatro Colón gehörte. Die Kantate Los juegos mit der Musik von Norberto Ambrós wurde vom Kinderchor des Erziehungsministeriums der Provinz Cordoba aufgenommen, La Pampa mit der Musik von Oscar Alem vom Coro de Cámara de Olavarría. Seine Kantate Che – Diario del regreso mit der Musik von Oscar Cardozo Ocampo wurde 1999 in Kuba aufgeführt, Jaime Francisco de Nevares mit Musik von Reinaldo Labrín für Orchester, Chor und Solisten hatte ein Jahr vor seinem Tod Uraufführung.
Quintana war politisch aktiv als Mitglied der Kommunistischen Partei. Er wurde 1976 Vorstandsmitglied der Sociedad Argentina de Escritores (SADE) und setzte sich mit Roberto Santoro, Elías Castelnuovo, Vicente Zito Lema, David Viñas und anderen für unter der Militärdiktatur verschwundene Schriftsteller wie Haroldo Conti, Antonio di Benedetto, Alberto Costas und Oscar Barros ein.

## Werke
- Mundo en el rostro (1954)
- El Octavo Pájaro (1961),
- Pampamapa, en la huella del Sur (1962)
- La Isla (1964)
- La armonía de los cuerpos (1968)
- Edad del asombro (1969)
- Los juegos (1969)
- Taller del resentido (1970)
- La muerte y los presagios (1970)
- Cuentos para no morir (1972)
- Documento de Identidad e Informe de pájaros (1976)
- En distintas formas (1981)
- Sinfonía de la llanura (1983)
- Los estafados (1984)
- Situación personal (1984)
- Milongueada por Pedro Coronel en Saladillo (1987)
- El oficio común (1989)
- Osvaldo Pugliese, biografía (1990)
- Callvucurá y su elogio de la tribu (1991)
- Breve historia de otro mundo (1992)
- Declaración de bienes (Anthologie, 1993)
- Los referentes (1994)
- En el fondo del horizonte (1995)
- El perfeccionista (1997)
- La breve palabra (1998)
- Las memorias y Diario del Regreso (1999)
- Las otras casuarinas (2000)
- Antolobiografía (2002)
- Los ángeles de la tierra (posthum, 2003)